# Резерви
Резервата към международния договор е едностранно заявление на държава при подписването, ратификацията, утвърждаването или приемането на многостранен договор, или при присъединяването към него с което тя иска да изключи или промени правното действие на определени разпоредби при тяхното прилагане спрямо държавата. Правното значение на резервата се състои в обстоятелството, че международния договор действа в отношенията между държавата която е направила резервата и останалите участнички в договора, като се изключват или променят отделни разпоредби на договора съобразно съдържанието на резервата. Резервата не променя разпоредбите за другите страни по договора. Правото на резерви е суверенно право на всяка държава. Тя дава възможност да станат участници в многостранен договор държави които приемат основните разпоредби на договора, но по различни причини не могат да се съгласят с някои второстепенни части от него. Резерва не може да бъде направена, ако:
1. Такава резерва се забранява с договора.
2. Договорът предвижда могат да бъдат направени резерви само в определен кръг случаи
3. Резервата е несъвместима с обекта и целите на международния договор.
Резервата и възраженията срещу нея трябва да бъдат направени в писмена форма и съобщени на договарящите държави и на другите държави които имат право да станат страни по договора. Когато резервата е направена при подписване на международен договор, който подлежи на ратифициране, приемане или утвърждаване. Тя трябва да бъде официално потвърдена от държавата, направила резервата при изразяване на съгласието да се обвърже с договора. Резервата обикновено се съдържа в ратификационната грамота. В националното право на България е предвидено, че резерви по разпоредбите на международен договор се вписват при подписването му или в акта за ратификация, утвърждаване или приемане на договор. На Министъра на външните работи е възложено да заявява възражения срещу резерви направени от други държави, както и да оттегля резерви и възражения.